# Xenopus poweri
Espèce
Synonymes
- Xenopus laevis sudanensis Perret, 1966

Statut de conservation UICN

 LC  : Préoccupation mineure
Xenopus poweri est une espèce d'amphibiens de la famille des Pipidae.

## Répartition
Cette espèce se rencontre :
- au Nigeria ;
- au Cameroun ;
- en République centrafricaine ;
- en République démocratique du Congo ;
- en Angola ;
- en Zambie ;
- en Zimbabwe ;
- dans le nord du Botswana ;
- dans le nord de la Namibie.

## Publication originale
- Hewitt, 1927 : Further descriptions of reptiles and batrachians from South Africa. Record of the Albany Museum, Grahamstown, vol. 3, p. 371-415.